# Daria Pratt
Myra Abigail "Daria" Pankhurst Pratt (Cleveland, Ohio, 21 de març de 1859 – Canes, Alps Marítims, 26 de juny de 1938) va ser una jugadora de golf estatunidenca que va competir a cavall del segle xix i el segle xx. El 1900 va prendre part en els Jocs Olímpics de París en la prova individual de golf, en què guanyà la medalla de bronze.
Pratt sempre va estar vinculada a l'alta classe social. Tingué tres matrimonis. Primer amb William Wright, posteriorment amb Thomas Huger Pratt i finalment, el 1913, amb el Príncep Alexis Karađorđević, de la casa reial Sèrbia.